# برج اوستانکینو
برج اوستانکینو (به روسی: Останкинская телебашня ،Ostankinskaya telebashnya) نام یک برج مخابراتی واقع در مسکو است. کار ساخت این برج از سال ۱۹۶۳ تا ۱۹۶۷ به طول انجامید. ارتفاع این برج با آنتن ۵۴۰ متر می‌باشد.